# Blas de Laserna
Blas de Laserna Nieva (Corella, Navarra, 1751 - Madrid, 1816) fue un compositor español contemporáneo, de la época del Clasicismo y el Casticismo.
Fue uno de los más inspirados, brillantes y fecundos compositores de tonadillas escénicas de finales del siglo XVIII y principios del siglo XIX, adquiriendo enorme popularidad. En su labor teatral y pedagógica, luchó por mantener el espíritu de la auténtica música española, frente al italianismo, pero tuvo que acabar por ceder ante el gusto del público, que era partidario de la música de influencia italiana.
También compuso algunas óperas, zarzuelas, conciertos y música de escena de diferentes comedias. Su producción es enorme, calculándose en más de quinientas tonadillas, y casi un centenar de sainetes, muchos con libreto de don Ramón de la Cruz. 
Dirigió la orquesta del Teatro de la Cruz, en donde estrenó con gran éxito su opereta La gitanilla por amor. La música de Laserna ha sido estudiada y comentada por José Subirá y Julio Gómez. Subirá, Pedrell y Joaquín Nin han publicado algunas deliciosas composiciones de este compositor navarro-madrileño.  

## Biografía
Blas de Laserna nació en la localidad navarra de Corella, como el menor de los hijos de José Laserna y Usón, funcionario local, y Benita Nieva, perteneciente a una familia de artesanos que se trasladaron al lugar gracias al crecimiento económico local durante la primera mitad del siglo XVIII. Los primeros años de vida del compositor se caracterizaron por las dificultades económicas familiares, dificultades que se agravaron a la muerte de su padre en 1766, que había contraído numerosas deudas en vida. Tras el reparto de la herencia en 1768, Blas y su madre se marcharon de Corella a Madrid, donde comenzaría su carrera musical.

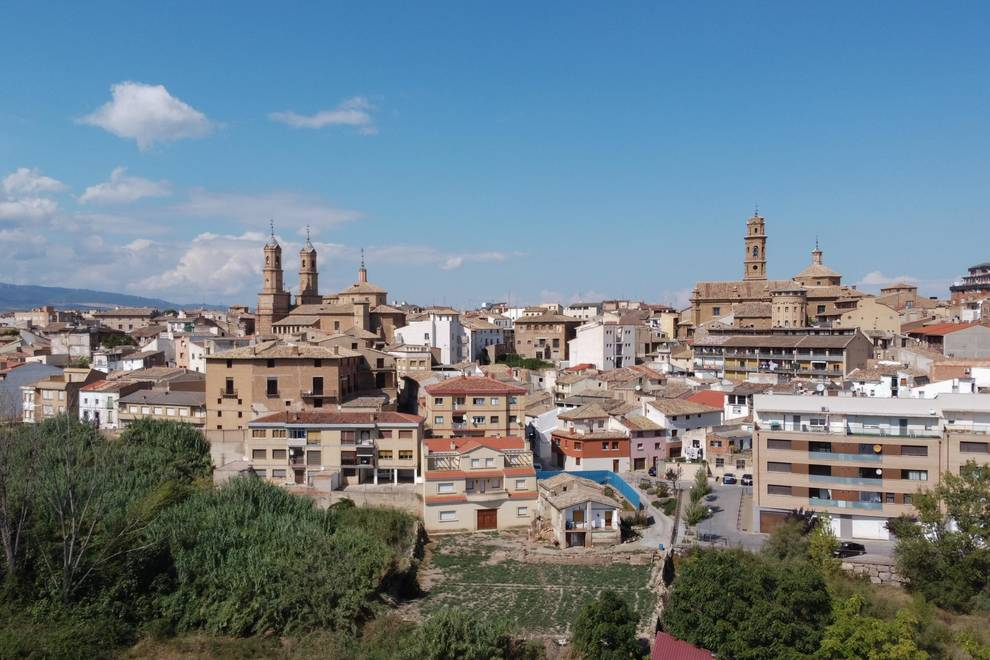
Corella, localidad natal de Blas de Laserna.

### Llegada a Madrid
En los primeros años de su estancia en la capital española, la pobreza lo persiguió constantemente. Desde 1769 hasta 1771 se dedicó a trabajar como profesor particular de música, lo que lo permitió ganar amistades entre la aristocracia madrileña y obtener pequeños encargos en las capillas de las iglesias de la ciudad. No será hasta 1772 cuando Laserna consiga un trabajo estable gracias al apoyo de Joaquín Antonio Osorio y Irozco Manrique de Lara, marqués de Mortara, y donde conocería al dramaturgo Luciano Francisco Comella, con el que trabaría una estrecha colaboración y una amistad personal. Así, de la mano con Comella y el también compositor Pablo Esteve, Laserna se introdujo al teatro madrileño de finales de XVIII, redactando las letras de tonadillas y componiendo las músicas que acompañaban a algunos melólogos como Inés de Castro, Hércules y Deyanira, Los amantes de Teruel, Idomeneo y Amelia. En todas ellas, el énfasis que realiza Laserna se da en torno a la acción interior de los personajes y de qué manera reflejan sus estados de ánimo. Estas obras combinan gestos y elocuencias emotivas durante los diálogos con música que describe las preocupaciones emocionales de los personajes. Será durante estos años cuando, por medio de Vicente Adán, conoció a María Teresa, hermana de este último, con la que contraería matrimonio el día de Asunción de 1773, si bien este se hizo en secreto para evitar perder la manutención de Mortara. Ya en 1775 publicará algunos de sus primeros trabajos en solitario, como El cuento del ratón y La sevillana, lo que le valió entrar a trabajar como músico de don Eusebio Rivera, donde trabajará como instructor de cantantes y director de ensayos de las obras por un salario de nueve reales, cargo del que más tarde dimitiría en 1777, si bien esta dimisión fue desestimada.

### Consolidación de su obra
Los años siguientes se caracterizarían por una lucha constante con la Junta de la compañía por las constantes peticiones de aumentos de sueldo y las constantes penurias. En 1784, con motivo del nacimiento de los infantes Carlos Francisco de Paula y Felipe Francisco de Paula y la firma de la paz con Gran Bretaña, el Ayuntamiento de Madrid anunció la apertura de un concurso para la representación de obras conmemoriales, entre las que fueron galardonadas Las bodas de Camacho , cuya música estaba compuesta por Esteve, y Los Menestrales de Cándido María Trigueros, en donde pariticipó el propio Laserna añadiendo la melodía. Se produjo entonces una generación de cantantes que acompañaron al teatro madrileño de aquellos años, con figuras como Polonia Rochel, Joaquín Arteaga o Tadeo Palomino, que permitieron a los compositores extenderse y atreverse a repertorios de mayores dificultades técnicas y vocales.

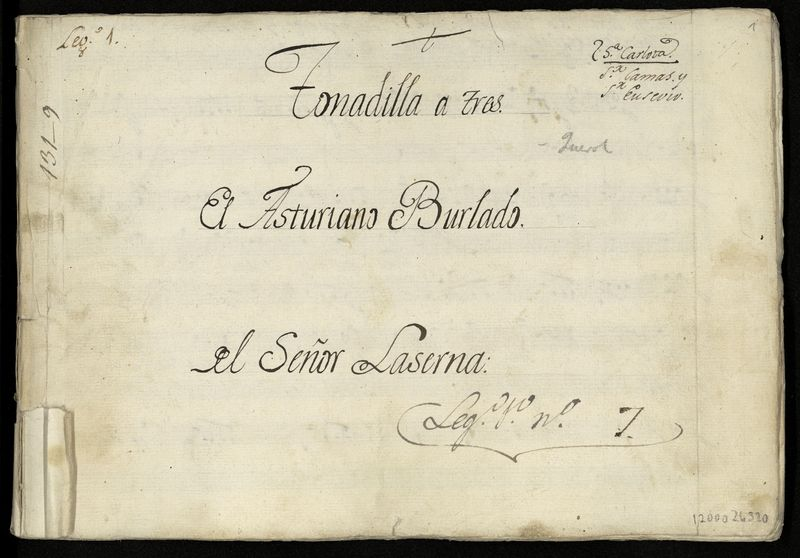
Partituras de El Asturiano Burlado, compuesta en torno a 1780.

Conforme estos cantantes desaparecieron del panorama dramático local, Laserna vio la oportunidad de construir una escuela pública de canto de tonadillas para ambos sexos que permitiera disponer de cantantes para actuaciones municipales, labor que lograría en torno a 1790. Año y medio más tarde, en 1792, Laserna obtuvo la plaza de compositor de la compañía de Manuel Martínez en sustitución de Esteve, que se retiraba por jubilación, y el compaginar su trabajo como director de dos compañías (la de Manuel Martínez y Eusebio Rivera) permitió que la situación económica familiar mejorase. Sin embargo, esta situación no duró mucho, pues en 1797 fue sustituido por Pablo del Moral, quien tomaría su relevo de nuevo en la compañía de Manuel Martínez tras estar varios años fuera por una enfermedad. En estos años realizó algunas de sus más conocidas comedias musicales como La abuela y la nieta (1792), Ino y Nífile (1797) y oratorios u obras sacras como Jerusalén destruída por Nabucodonosor o El Sedecías, ambas en 1805.

### Últimos años de vida
En 1795, María Teresa falleció, y Laserna contrajo matrimonio con doña María Pulpillo (1763-1809), cantante, actriz y exalumna de Laserna en su academia en Madrid. Estas segundas nupcias deterioraban la situación económica que vivió Laserna, pues perdió las asignaciones que dejaba en testamento su primera esposa. No sería hasta el inicio del siglo XIX cuando Laserna, con una nueva asignación de doce mil reales anuales, podría dedicarse íntegramente a la composición. Sin embargo, para aquellos años la actividad cultural de Madrid había disminuido considerablemente a causa de los conflictos bélicos con el exterior, que requerían de cuantiosos fondos de la Hacienda española. Más tarde, y ya durante la invasión napoleónica, Laserna se desempeñaría de nuevo como profesor particular y copista musical. Tras el final de la guerra, Laserna ya se encontraba retirado en la capital española y allí residiría hasta su muerte al mediodía del 8 de agosto de 1816, a los 65 años. Fue enterrado en el cementerio exterior de la Puerta de Toledo.

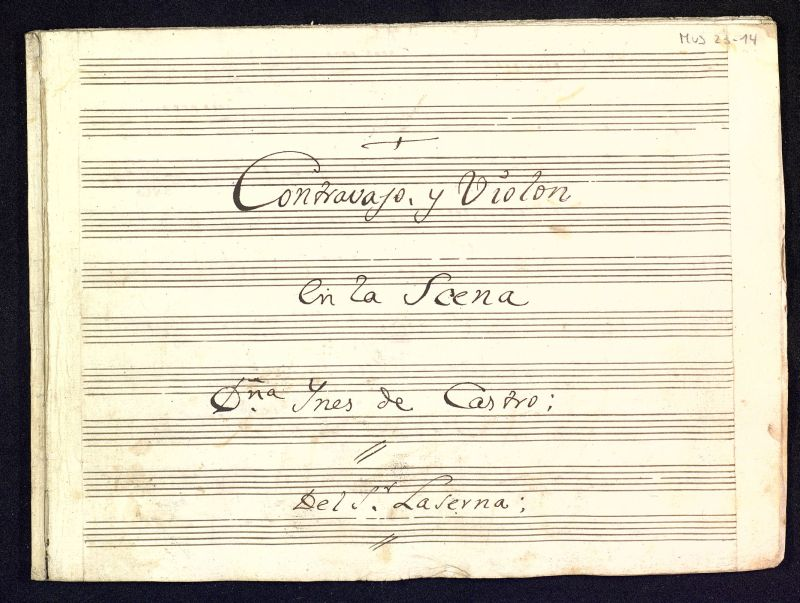
Portada de partituras de Blas de Laserna que escribió en 1793.

## Legado
Blas de Laserna se convirtió en uno de los compositores musicales más prolíficos del escenario dramático madrileño y español de finales del siglo XVIII, además de representar al mismo tiempo el florecimiento cultural que se dio en Navarra en las artes escénicas, con figuras como Laserna o (más tarde) cantantes de ópera como Julián Gayarre o Hilarión Eslava. Su obra fue principalmente relativa a las tonadillas, y a lo largo de su vida compuso y participó en la composición de 800 tonadillas y extendió este género en las representaciones musicales del Madrid de Carlos IV, que sería el equivalente al intermezzo de la Italia contemporánea. Así mismo, el legado de Blas de Laserna como un compositor navarro destacado se ha plasmado en la geografía de Pamplona a través de sus calles como muchos otros hombres ilustres del panorama navarro, como en este caso es la calle Blas de Laserna del barrio de la Milagrosa.
En la actualidad, la tonadilla escénica que él y otros autores más desarrollaron se ha convertido en una investigación pionera que permite el estudio de la evolución de las artes escénicas mundanas en la España de los siglos XIX y XX. En paralelo a ello, destaca la investigación llevada a cabo por la revista Quodlibet en colaboración con la Universidad de Alcalá de Henares acerca de compositores españoles de finales del siglo XVIII y principios del XIX, entre los cuales se encuentra el compositor navarro.

## Obras destacadas
- Inés de Castro
- Hércules y Deyanira
- Los amantes de Teruel
- Idomeneo y Amelia
- El Sedecías (Jerusalén destruida por Nabucodonosor)
- Ino y Nífile
- La abuela y la nieta
- El perseguido
- La gitanilla por amor
- El premio de la constancia
- Fígaro (zarzuela-ópera)
- El sistema de los preocupados
- La España antigua
- La España moderna
- El sochantre y su hija
- La crítica del teatro

## Matrimonio e hijos
De su matrimonio con María Teresa Adán (17??- 21 de enero de 1795) nacieron cuatro hijos:
- Micaela de Laserna y Adán (1774-1841)
- Eugenio de Laserna y Adán (1775-???)
- Juan Paulino de Laserna y Adán (1781-???)
- María Faustina de Laserna y Adán (1786-???)

Contrajo segundas nupcias con María Pulpillo (1763-1809), actriz y cantante, con la que no tuvo descendencia.